# 為什麼這樣
《為什麼這樣》是韓國女子音樂組合T-ara的一首單曲，收錄於她們的第一張韓語迷你專輯《Temptastic》，並作為主打曲。這亦為T-ara第七位加入的成員－－和榮首張參與錄音的單曲。由李恩金負責作詞作曲，金道勛和李尚浩負責製作。這首的編曲包含了1980年代流行電音元素，以及電吉他的使用。
本曲在Gaon排行榜上的每週及每月單曲榜上的頂峰位置分別是4和9，而數位下載量達到1,058,623次。音樂影片《為什麼這樣》由李大進拍攝，和音源一樣於2010年11月23日發布。影片故事描述成員們出席一場派對及智妍跟大家玩起了調情配對遊戲。
日文版的《為什麼這樣》（日語：ウェイロニ）收錄於T-ara的第一張正規日語專輯《Jewelry Box》中。

## 音樂影片
影片開始時，智妍走向一面鏡子前，並且開始出現「為什麼這樣」這句歌詞。接著，歌曲《為什麼這樣》正式開始播放，而孝敏、居利、昭妍及寶藍正興奮的走上樓梯。智妍被她們團團圍住，並被拉去參與派對。畫面不斷在派對各場景切換，還拍攝成員們在化妝室對著鏡子唱歌的鏡頭。一名對智妍產生好感的男子被同伴套上眼罩戲弄，此時智妍被𤨒晶推了一把，與那名男子撞在一起，男子不好意思的取下眼罩。接下來智妍和男子持續調情著，大家高興的跳舞著。最後，T-ara彼此有說有笑的離開派對，影片結束。

## 現場表演
2010年12月3日，T-ara正式展開迷你專輯《Temptastic》的宣傳行程，並在當天的KBS音樂節目《音樂銀行》上表演本曲以及另一首主打曲《Yayaya》。本曲在韓國各大音樂節目均有表演舞台，2011年1月16日在SBS的音樂節目《人氣歌謠》上結束了7周以來最後一場舞台。12月9日，《為什麼這樣》在Mnet的音樂節目《M! Countdown》中獲得一位。
宣傳期間，T-ara發生了兩次服裝尺度不符合電視台要求的情形，原因是短褲過短。因此，他們的工作人員被迫在舞台開始前的最後一刻去買絲襪與褲襪。

## 曲目
- 數位下載[1]

1. 為什麼這樣 （왜 이러니；Why Are You Being Like This？） – 4:00

## 排行榜
| 排行榜（2010年） | 最高 排名 |
| ---------------- | --------- |
| Gaon每週單曲榜   | 4         |
| Gaon每月單曲榜   | 9         |
| Gaon年度單曲榜   | 155       |

## 翻唱
2012年10月，中文女子音樂組合「魔電女孩」（MOMO DANZ）翻唱了本曲，作為她們首張同名EP的主打單曲《為了你》。